# Układ wydalniczy bezkręgowców
Układ wydalniczy bezkręgowców – układ narządów zwierząt bezkręgowych służący do wydalania zbędnych i szkodliwych produktów przemiany materii (takich jak m.in. mocznik, kwas moczowy, amoniak), nadmiaru wody – oraz do utrzymywania równowagi jonowej. U organizmów o prostszym planie budowy ciała (np. pierwotniaków, gąbek, parzydełkowców) wydalanie zachodzi przez powłoki ciała bez udziału wyspecjalizowanych narządów – zwierzęta te nie mają układu wydalniczego w ścisłym znaczeniu. U zwierząt trójwarstwowych wydalanie odbywa się przy pomocy wyspecjalizowanych komórek (wędrujące albo magazynujące nefrocyty) i narządów wydalniczych o różnym stopniu skomplikowania. Zwierzęta o wyżej zorganizowanej budowie ciała wykształciły układ wydalniczy.

## Typy układów wydalniczych
U pierwotniaków produkty przemiany materii wydala na zewnątrz błona komórkowa i wodniczki tętniące. Wodniczki usuwają też nadmiar wody, regulując ciśnienie osmotyczne. Niektóre, np. pasożyty lub gatunki morskie, mogą nie mieć wodniczek, a wydalanie przejmuje całkowicie błona komórkowa. Gąbki wydalają metabolity przez wodniczki tętniące poszczególnych komórek bezpośrednio do wody – na zewnątrz organizmu lub do wody wypełniającej ciało gąbki. Parzydełkowce wydalają zbędne produkty  do jamy gastralnej, a następnie przez otwór gębowy wprost do wody, lub za pośrednictwem komórek magazynujących. U szkarłupni funkcje wydalnicze pełni częściowo układ ambulakralny.
U zwierząt dwubocznie symetrycznych wyróżniane są dwa zasadnicze typy narządów wydalniczych: 
- filtrujące – tworzą układ wydalniczy typu protonefrydialnego lub metanefrydialnego (oraz jego modyfikacje),
- wydalające (sekrecyjne).

Układ wydalniczy kręgowców opisany został w odrębnym artykule.

### Układ typu protonefrydialnego
Jest to pierwotny typ układu wydalniczego i osmoregulacyjnego. Występuje u dorosłych osobników bezkręgowców o niższym stopniu komplikacji planu budowy ciała (acelomatycznych i pseudocelomatycznych, np. płazińców, jego zmodyfikowaną formę, bez komórek płomykowych, mają nicienie), u larw niektórych typów wyższych bezkręgowców oraz u lancetnika. 
Układ typu protonefrydialnego zbudowany jest z dwóch głównych kanałów wydalniczych. Od nich odchodzą liczne boczne odgałęzienia o charakterze kapilarnym, zakończone komórkami płomykowymi (terminalnymi). Główne kanały wydalnicze otwierają się na zewnątrz otworami wydalniczymi.
Główną funkcją tego układu jest nie tyle usuwanie ubocznych produktów metabolizmu (których z powodu małej intensywności metabolizmu jest niewiele), ale osmoregulacja, czyli utrzymywanie odpowiedniego stężenia elektrolitów w płynach tkankowych. Świadczy o tym m.in. brak układu wydalniczego u wirków morskich.

### Układ typu metanefrydialnego
Układ typu metanefrydialnego występuje u bezkręgowców celomatycznych (wtórnojamowce), np. u pierścienic. Składa się z kanalików zwanych metanefrydiami, które występują parami w każdym metamerze (oprócz paru segmentów przednich i tylnych). Każde metanefrydium zbudowane jest z orzęsionego lejka, otwartego do jamy ciała i krętego kanalika wydalniczego, otwierającego się na zewnątrz otworem wydalniczym. Położenie metanefrydiów jest dość charakterystyczne, bo lejki zbierają metabolity z jednego segmentu, a kanaliki i otwory wydalnicze znajdują się w następnym.

## Układy wydalnicze u wybranych Bilateria

### Płazińce
Robaki płaskiewirki, skrzelowce, przywry wnętrzniaki, tasiemce
Układ protonefrydialny, ma postać kanalików – nazwane nefrydium – umieszczonych w parenchymie, zakończonych komórkami o specyficznej budowie. Komórki te mają liczne gwiaździste wypustki oraz skierowany do światła kanalika ruchliwy pęczek zlepionych rzęsek przypominający płomyk świecy. Z tego powodu nazywane są komórkami płomykowymi. Jest to układ zamknięty od strony jamy ciała. 
Główne funkcje: osmoregulacyjna (utrzymanie odpowiedniego stężenia płynów tkankowych), usuwanie zbędnych produktów przemiany materii (dwutlenek węgla, amoniak i inne), przez powierzchnię ciała.

### Obleńce
NicienieUnikatowy (zbudowany z 1 – 3 komórek). Dwa podłużne kanały wydalnicze biegnące w bocznych wałkach hypodermalnych (wzdłuż ciała). Kanały te są ślepo zakończone, łączą się w przednim odcinku, po stronie brzusznej, we wspólny przewód wyprowadzający, zakończony otworem wydalniczym. U większych nicieni przypomina on swoją budową literę H. Zaliczany do układu protonefrydialnego, lecz nie występują tu komórki płomykowe. Układ wydalniczy służy nicieniom przede wszystkim do osmoregulacji, w mniejszym stopniu do usuwania zbędnych i szkodliwych produktów przemian materii. Końcowym produktem jest amoniak.
WrotkiUkład protonefrydialny. Kanaliki zbiorcze uchodzą do kloaki. Występuje pęcherz moczowy.

### Pierścienice
Skąposzczety, wieloszczety, pijawkiTyp metanefrydialny. Ułożone metamerycznie narządy wydalnicze  zwane metanefrydiami, są to orzęsione lejki otwierające się do jamy ciała jednego segmentu, kanalik wydalniczy przechodzi do następnego segmentu i tam otwiera się otworkiem wydalniczym po bocznej stronie ciała. Larwy wieloszczetów mają układ protonefrydialny
Wydalany jest – mocznik (lądowe), amoniak (wodne) – wsuwane dzięki ruchom rzęsek, dzięki prądom wywołanym przez skurcze mięśni ścian ciała.

### Stawonogi
U stawonogów przekształcone metanefrydia tworzą gruczoły wydalnicze: gruczoły czułkowe i szczękowe u skorupiaków (ich ujścia znajdują się u nasady czułków II pary lub szczęk) oraz gruczoły biodrowe u pajęczaków. U większości układ wydalniczy występuje w postaci wypustek tzw. cewek Malpighiego, które mają postać, zamkniętych od strony jamy ciała, cienkich, ślepo zakończonych wypustek jelita, których ujście znajduje się na granicy pomiędzy jelitem środkowym i tylnym. Kanaliki zbierają zbędne i szkodliwe metabolity z płynu wypełniającego jamę ciała (hemolimfa) i przekazują je do jelita. Tam po resorpcji wody, razem z resztkami pokarmu są usuwane na zewnątrz. Cewki Malpighiego występują u owadów, wijów i wyżej uorganizowanych pajęczaków.
Stawonogi wodne wydalają głównie silnie rozcieńczony amoniak. Lądowe, muszą oszczędzać wodę, przetwarzają amoniak w związki azotowe słabo rozpuszczalne w wodzie np. guanina u pajęczaków lub kwas moczowy u owadów.

### Mięczaki
U mięczaków występują nerki – przekształcone metanefrydium (obecność lejków, którymi nerki otwierają się do wtórej jamy ciała – worka osierdziowego). Z nerek wybiegają moczowody uchodzące do jamy płaszczowej.
Większość mięczaków ma dwie nerki. U wyspecjalizowanych ślimaków i głowonogów dwuskrzelnych występuje jedna.
U form wodnych usuwany jest – amoniak, mocznik. U lądowych – kryształki kwasu moczowego. Podstawowa rola nerki to utrzymywanie właściwego ciśnienia osmotycznego w całym ciele mięczaka.

### Szkarłupnie
Brak układu wydalniczego. Usuwanie zbędnych metabolitów odbywa się poprzez dyfuzję całą powierzchnią ciała. W układzie hemalnym funkcjonują specjalne komórki pochłaniające metabolity – podocyty.
Szkarłupnie są izoosmotyczne z wodą morską.

### Strunowce
OsłoniceOsłonice nie mają układu wydalniczego. Zbędne produkty przemiany materii magazynowane są do końca życia zwierzęcia w komórkach pochodzenia mezenchymatycznego, które są albo pojedynczo porozrzucane albo tworzą skupienia w formie pęcherzyków.
BezczaszkowceNarządy wydalnicze, zwane protonefrydiami, nieco przypominają protonefrydia wirkow, zgrupowane są w około 100 par zespołów. Każdy zespół składa się ze ślepo zakończonego kanalika we kształcie litery L, do którego uchodzą pęczkami liczne solenocyty – komórki płomykowe. Są one otoczone naczyniami krwionośnymi z których produkty przemiany materii przenikają do solenocytow, a stamtąd ruch wici przesuwa je do kanalików, otwierających się do jamy około skrzelowej. Stamtąd są usuwane wraz z woda na zewnątrz ciała.